# Equetleo

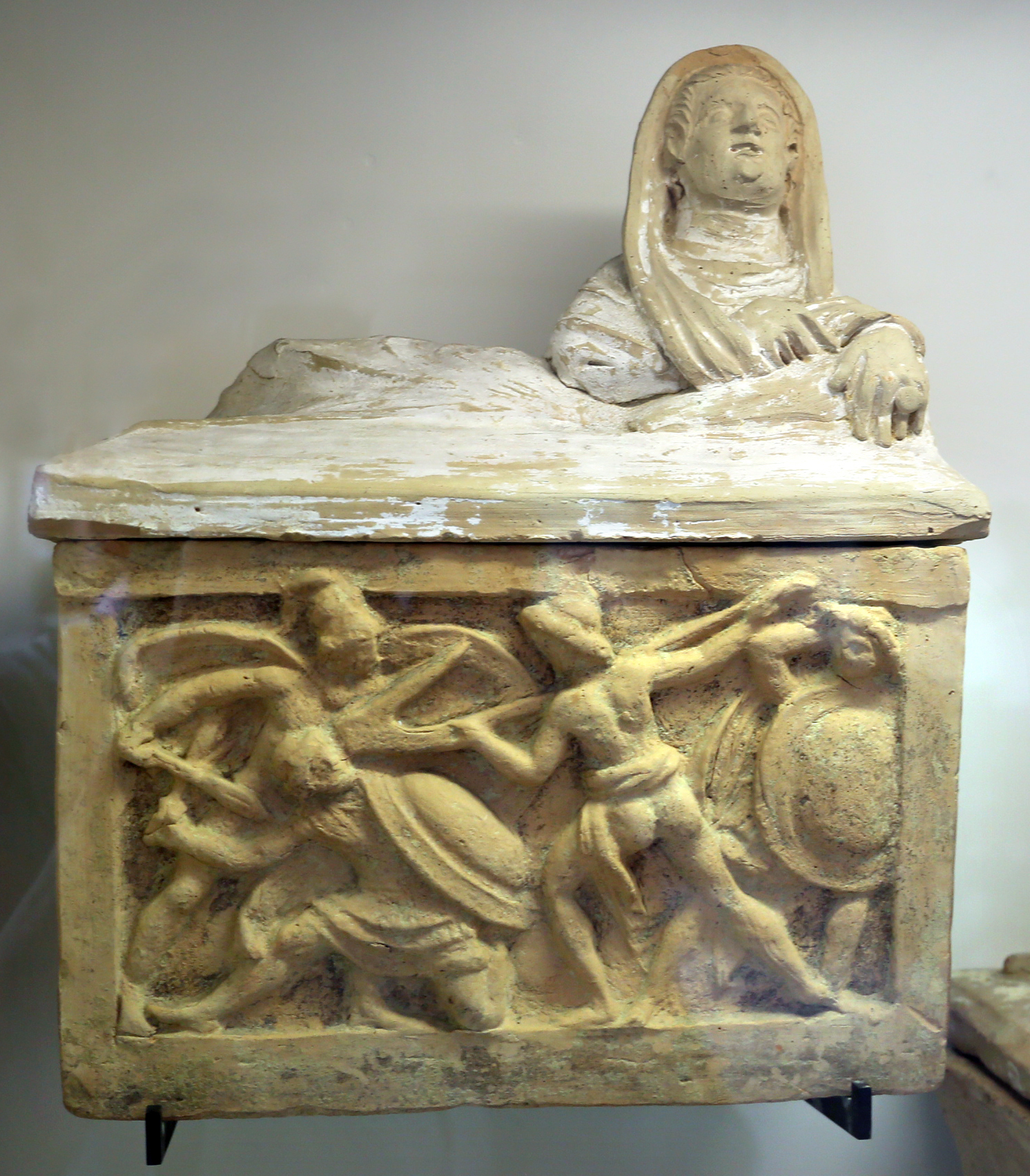
Echetleo luchando con su equetla (timón de arado) en una urna funeraria etrusca

Equetleo o Equetlo (en griego Ἐχετλαῖος o Ἔχετλος) es el nombre de un héroe, hasta entonces desconocido, que según las fuentes antiguas se apareció en la Batalla de Maratón y ayudó a detener la invasión persa de Grecia. Su nombre deriva del término ἐχέτλη ejetle (‘timón de arado’) que se dice que empuñó a modo de arma para luchar al lado de los griegos contra los persas. A veces se hace referencia a él como un agricultor.
Su aparición es definida por Pfister como propia del período de transición entre el culto heroico homérico y los nuevos dioses del periodo clásico. En la pintura de la Estoa Pecile obra de Paneno, el pintor hermano de Fidias, Equetleo fue representado entre los héroes de la batalla de Maratón, lo que es un ejemplo de la alta fe de los griegos de la época en los héroes, cuya imagen veían a menudo en la batalla (a Teseo por ejemplo) y a los que invocaban antes de ella (a Áyax Telamonio y Telamón en la Batalla de Salamina). Los héroes se consideraban capaces de volver a la vida no sólo escatológicamente, en sus moradas celestiales atemporales, sino también en el tiempo presente. Tales apariciones esporádicas se consideraban epifanías

## Pausanias
La descripción de Pausanias es la siguiente:

«También dicen que un hombre de aspecto y vestimenta anticuados estuvo presente en la batalla. Mató a muchos de los extranjeros con la equetla y desapareció tras la batalla. Cuando los atenienses preguntaron al oráculo, el dios simplemente les ordenó honrar a Equetleo como a un héroe. Incluso erigieron un monumento en mármol blanco. Aunque los atenienses afirman que enterraron a los persas, porque en toda circunstancia la ley divina establece que el cadáver debe ser enterrado bajo tierra, no he encontrado ninguna tumba. Tampoco había un túmulo u otro rastro evidente, ya que los muertos eran arrojados a alguna zanja por así decirlo».
Pausanias, Descripción de Grecia 1.32.5.</ref>

## Heródoto
Heródoto da otra versión de este desconocido guerrero y su arma, cuando afirma: 

«En la batalla de Maratón murieron 6400 persas y 192 atenienses. Durante la batalla ocurrió este hecho extraordinario: un soldado ateniense, Epicelo, hijo de Cufágoras, mientras luchaba valientemente pecho con pecho perdió repentinamente la vista en ambos ojos, aunque nadie le había golpeado ni alcanzado con ningún proyectil, y desde entonces y para el resto de su vida quedó ciego. Oí que contaba él sobre este hecho lo siguiente: que le pareció que veía a un gran hoplita cuya barba le cubría todo el escudo, y que este fantasma sostenía en sus manos un arma muy brillante. Pasó junto a él, matando a los adversarios persas, y esta escena fue la última que vio Epicelo porque, debido al brillo excesivo, quedó cegado».
Heródoto, Historias 6.117

Los atenienses preguntaron al oráculo de Delfos quién era el héroe desconocido que luchó con ellos y el oráculo les dio la respuesta de que debían honrar al héroe Equetleo (Pausanias 1.32.5).